# Списък на руските владетели
През различни периоди от историята Русия е управлявана от князе, велики князе, царе, императори.

## Велики князенаВладимир-Суздал
- Андрей I Боголюбски (1168 – 1174)
- Михаил I (1174 – 1176)
- Всеволод III Голямото гнездо (1176 – 1212)
- Юрий II (1212 – 1216)
- Константин (1216 – 1218)
- Юрий II (1218 – 1238), повторно
- Ярослав II (1238 – 1246)
- Светослав III (1246 – 1249)
- Андрей II (1249 – 1252)
- Александър I Невски (1252 – 1263)
- Ярослав III Тверски (1263 – 1271)
- Василий Костромски (1272 – 1276)
- Дмитрий I Переяславски (1276 – 1294)
- Андрей III Городецки (1294 – 1304)
- Михаил II Тверски (1304 – 1318)
- Юрий III Московски (1318 – 1325)
- Дмитрий II Тверски (1322 – 1326)
- Александър II Тверски (1326 – 1327)
- Иван I Калита (1328 – 1340)
- Симеон Горди (1340 – 1353)
- Иван II Красиви (1353 – 1359)
- Дмитрий III Суздалски (1359 – 1362)

От средата на 13 век Владимир е само официална столица на великите князе, като всеки управлява от наследственото си владение. Дмитрий Суздалски е последният велик княз, който не управлява от Москва.

## Велики князе наМосква
Рюрикови
| Портрет | Име                                       | Роден                                                    | Управлява от     | Семейство | Управлява до     | Починал                                             |
| ------- | ----------------------------------------- | -------------------------------------------------------- | ---------------- | --- | ---------------- | --------------------------------------------------- |
|         | Даниил I (Даниил I)                       | ноември/декември 1261 Киев ?, Велико московско княжество | 1283             | Син на княз Алексасндър Невски и Александра Полоцкая женен веднъж: Мария 6 деца                                                  | 4 март 1303      | 4 март 1303 Москва, Велико московско княжество      |
|         | Юрий III (Юрий III)                       | 1281                                                     | 4 март 1304      | Син на Даниил I и Мария женен два пъти: дъщеря на княз Константин Ростовски нямат деца Кончака (кръстена Агафя) нямат деца       | 21 ноември 1325  | 21 ноември 1325 Сарай Бату, Монголия                |
|         | Иван I Торбата (Иван I Калита)            | 1288 Москва, Велико московско княжество                  | 21 ноември 1325  | Син на Даниил I и Мария женен два пъти: княгиня Елена 3 деца княгиня Юлия 3 деца                                                 | 31 март 1340     | 31 март 1340 Москва, Велико московско княжество     |
|         | Симеон I Горди (Симеон I Гордый)          | 7 ноември 1316 Москва, Велико московско княжество        | 31 март 1340     | Синн на Иван I и княгиня Елена женен веднъж: Августа Литовска нямат деца                                                         | 27 април 1353    | 27 април 1353 Москва, Велико московско княжество    |
|         | Иван II Красиви (Иван II Красный)         | 30 март 1326 Москва, Велико московско княжество          | 27 април 1353    | Син на Иван I и княгиня Елена брат на Симеон Горди женен два пъти: княгиня Феодосия нямат деца Александра Веляминова поне 4 деца | 13 ноември 1359  | 13 ноември 1359 Москва, Велико московско княжество  |
|         | Дмитрий Донски (Дмитрий Донской)          | 12 октомври 1350 Москва, Велико московско княжество      | 13 ноември 1359  | Син на Иван II и княгиня Александра женен веднъж: Евдокия Дмитриевна 13 деца                                                     | 19 март 1389     | 19 март 1389 Москва, Велико московско княжество     |
|         | Василий I (Василий I)                     | 30 декември 1371 Москва, Велико московско княжество      | 19 март 1389     | Син на Дмитри Донски и княгиня Евдокия женен веднъж: София Литовска 9 деца                                                       | 27 февруари 1425 | 27 февруари 1425 Москва, Велико московско княжество |
|         | Василий II Слепи (Василий II Тёмный)      | 10 март 1415 Москва, Велико московско княжество          | 27 февруари 1425 | Син на Василий I и княгиня София женен веднъж: Мария Ярославна 3 деца                                                            | 27 март 1462     | 27 март 1462 Москва, Велико московско княжество     |
|         | Иван III Велики (Иван III Великий)        | 22 януари 1440 Москва, Велико московско княжество        | 27 март 1462     | Син на Василий II и княгиня Мария женен два пъти: Мария Тверска 1 дете София Палеологина 8 деца                                  | 27 октомври 1505 | 27 октомври 1505 Москва, Велико московско княжество |
|         | Василий III (Василий III)                 | 25 март 1479 Москва, Велико московско княжество          | 27 октомври 1505 | Син на Иван III и София Палеологина женен два пъти: Соломония Сабурова нямат деца Елена Глинская 2 деца                          | 3 декември 1533  | 3 декември 1533 Москва, Велико московско княжество  |
|         | Иван IV Грозни (Ужасни) (Иван IV Грозный) | 25 август 1530 Москва, Велико московско княжество        | 3 декември 1533  | Син на Василий III и княгиня Елена женен 8 пъти:виж по-долу                                                                      | 18 март 1583     | 18 март 1583 Москва, Руско царство                  |

## Царе наРусия
Рюрикови
| Портрет | Име                              | Роден                                                                   | Управлява от    | Семейство | Управлява до   | Починал                              |
| ------- | -------------------------------- | ----------------------------------------------------------------------- | --------------- | --- | -------------- | ------------------------------------ |
|         | Иван IV Ужасни (Иван IV Грозный) | 25 август 1530 Коломенское, близо до Москва, Велико московско княжество | 3 декември 1533 | Син на Василий III и Елена Глинская женен осем пъти: Анастасия Романовна – 6 деца Мария Темрюкова – 1 дете Марфа Собакина – нямат деца Анна Колтовскаянямат деца Анна Василчикова – нямат деца Василиса Мелентева – нямат деца Мария Долгорукая – нямат деца Мария Нагая – 1 дете | 28 март 1584   | 28 март 1584 Москва, Руско царство   |
|         | Фьодор I (Фёдор I)               | 31 май 1557 Москва, Руско царство                                       | 18 март 1584    | Син на Иван IV и Анастасия Романовна женен веднъж: Ирина Годунова 1 дете | 16 януари 1598 | 16 януари 1598 Москва, Руско царство |

Годунови
| Портрет | Име                             | Роден                      | Управлява от  | Семейство                                                                       | Управлява до  | Починал                                             |
| ------- | ------------------------------- | -------------------------- | ------------- | ------------------------------------------------------------------------------- | ------------- | --------------------------------------------------- |
|         | Борис I Годунов (Борис Годунов) | около 1551                 | 7 януари 1598 | Зет на Фьодор I женен веднъж: Мария Скуратова, дъщеря на Малюта Скуратов 2 деца | 23 април 1605 | 23 април 1605 Москва, Руско царство                 |
|         | Фьодор II (Фёдор II)            | 1589 Москва, Руско царство | 23 април 1605 | Син на Борис Годунов и Мария Скуратова неженен без деца                         | 11 юни 1605   | 20 юни 1605 Московски кремъл, Москва, Руско царство |

Узурпатор
| Портрет | Име                           | Роден | Управлява от | Претенции към трона                              | Управлява до | Починал                           |
| ------- | ----------------------------- | ----- | ------------ | ------------------------------------------------ | ------------ | --------------------------------- |
|         | Лъже-Дмитрий I (Лжедмитрий I) | 1581  | 21 юли 1605  | Представил се за Дмитри Иванович, син на Иван IV | 17 май 1606  | 17 май 1606 Москва, Руско царство |

Шуйски
| Портрет | Име                                    | Роден                                           | Управлява от | Претенции към трона                             | Управлява до | Починал                           |
| ------- | -------------------------------------- | ----------------------------------------------- | ------------ | ----------------------------------------------- | ------------ | --------------------------------- |
|         | Василий IV Шуйски (Василий IV Шуйский) | 22 септември 1552 Нижни Новгород, Руско царство | 19 май 1606  | Дванадесето поколение наследник на Всеволод III | 19 юли 1610  | 12 септември 1612 Гостинин, Полша |

Междуцарствие (1610 – 1613)
Романови
| Портрет | Име                                           | Роден                                  | Управлява от     | Семейство | Управлява до    | Починал                                        |
| ------- | --------------------------------------------- | -------------------------------------- | ---------------- | --- | --------------- | ---------------------------------------------- |
|         | Михаил I Романов (Михаил I Романов)           | 12 юли 1596 Москва, Руско царство      | 21 февруари 1613 | Син на Фьодор Романов Патриарх Филарет и Ксения Ивановна женен два пъти: Мария Долгорукова мъртвородено дете Евдокия Стрешньова 9 деца | 12 юли 1645     | 14 юли 1645 Москва, Руско царство              |
|         | Алексей I (Алексей I)                         | 9 май 1629 Москва, Русия               | 12 юли 1645      | Син на Михаил I и Евдокия Стрешньова женен два пъти: Мария Милославская 13 деца Наталия Наришкина 3 деца                               | 29 януари 1676  | 29 януари 1676 Москва, Руско царство           |
|         | Фьодор III (Фёдор III)                        | 9 юни 1661 Москва, Руско царство       | 29 януари 1676   | Син на Алексей I и Мария Милославская женен два пъти: Агафия Грушевская нямат деца Марфа Апрааксина нямат деца                         | 7 май 1682      | 7 май 1682 Москва, Руско царство               |
|         | Иван V (Иван V) (съвместно с Петър I)         | 6 септември 1666 Москва, Руско царство | 7 май 1682       | Син на Алексей I и Мария Миолославская женен веднъж: Прасковя Салтикова 6 деца                                                         | 8 февруари 1696 | 8 февруари 1696 Москва, Руско царство          |
|         | Петър I (Пётр I) (съвместно с Иван V до 1696) | 9 юни 1672 Москва, Руско царство       | 7 май 1682       | Син на Алексей I и Наталия Наришкина                                                                                                   | 8 февруари 1725 | 8 февруари 1725 Санкт Петербург, Руска империя |

## Императори наРусия
Романови
| Портрет | Име                                                    | Роден (а)                                       | Управлява от     | Семейство | Управлява до     | Починал (а)                                      |
| ------- | ------------------------------------------------------ | ----------------------------------------------- | ---------------- | --- | ---------------- | ------------------------------------------------ |
|         | Петър I Велики (Пётр I Великий)                        | 9 юни 1672 Москва, Руско царство                | 7 май 1682       | Син на Алексей Романов и Наталия Наришкина женен два пъти: Евдокия Лопухина 3 деца Марта Скорсовска (Екатерина I) 9 деца | 8 февруари 1725  | 8 февруари 1725 Санкт Петербург, Руска империя   |
|         | Императрица Екатерина I (Императрица Екатерина I)      | 15 април 1684 Линген, Херцогство Ливония        | 8 януари 1725    | Втора съпруга на Петър I 9 деца                                                                                          | 17 май 1727      | 17 май 1727 Санкт Петербург, Руска империя       |
|         | Петър II (Пётр II)                                     | 23 октомври 1715 Санкт Петербург, Руска империя | 18 май 1727      | Син на Алексей Петрович и Шарлота Люнебургска Внук на Петър I и Евдокия Лопухина неженен без деца                        | 30 януари 1730   | 30 януари 1730 Москва                            |
|         | Императрица Анна (Императрица Анна)                    | 7 февруари 1693 Москва                          | 30 януари 1730   | Дъщеря на Иван V Руски и Прасковя Салтикова женена веднъж: Фридрих Вилхелм Курландски нямат деца                         | 28 октомври 1740 | 28 октомври 1740 Санкт Петербург, Руска империя  |
|         | Иван VI (Иван VI)                                      | 23 август 1740 Санкт Петербург                  | 28 октомври 1740 | Правнук на Иван V Руски и Прасковя Салтикова неженен без деца                                                            | 6 декември 1741  | 16 юли 1764 Шлиселбург                           |
|         | Императрица Елисавета (Императрица Елизавета)          | 29 декември 1709 Коломенское                    | 6 декември 1741  | Дъщеря на Петър I и Екатерина I женена веднъж: Алексей Разумовски нямат деца                                             | 4 януари 1762    | 5 януари 1762 Санкт Петербург                    |
|         | Петър III (Пётр III)                                   | 21 февруари 1728 Кил, Германия                  | 5 януари 1762    | Внук на Петър I и Екатерина I женен веднъж: София фон Анхалт-Цербст Екатерина II 1 син ?                                 | 9 юли 1762       | 17 юли 1762 Ропша                                |
|         | Екатерина II Велика (Екатерина II Великая)             | 2 май 1729 Шчечин, Прусия, СРИ                  | 9 юни 1762       | Съпруга на Петър III 1 син ?<br>2 други незаконни деца                                                                   | 17 ноември 1796  | 17 ноември 1796 Санкт Петербург                  |
|         | Павел I (Павел I)                                      | 1 октомври 1754 Санкт Петербург                 | 17 ноември 1796  | Син на Петър III ? и Екатерина II женен два пъти: Наталия Алексеевна нямат деца Мария Фьодоровна 10 деца                 | 23 март 1801     | 23 март 1801 Мижайловски дворец, Санкт Петербург |
|         | Александър I Благословени (Александр I Благословенный) | 23 декември 1777 Санкт Петербург                | 24 март 1801     | Син на Павел I и Мария Фьодоровна женен веднъж: Елизавета Алексеевна 2 мъртвородени деца 9 други незаконни деца          | 1 декември 1825  | 1 декември 1825 Таганрог                         |
|         | Николай I Завоевател (Николай I Завоеватель)           | 6 юли 1796 Гатчина                              | 1 декември 1825  | Син на Павел I и Мария Фьодоровна Брат на Александър I женен веднъж: Александра Фьодоровна 7 деца                        | 2 март 1855      | 2 март 1855 Санкт Петербург                      |
|         | Александър II Освободител (Александр II Освободитель)  | 29 април 1818 Москва                            | 2 март 1855      | Син на Николай и Александра Фьодоровна женен веднъж: Мария Александровна 8 деца                                          | 13 март 1881     | 18 март 1881 Санкт Петербург, Руска империя      |
|         | Александър III Миротворец (Александр III Миротворец)   | 10 март 1845 Санкт Петербург                    | 13 март 1881     | Син на Александър II и Мария Александровна женен веднъж: Мария Фьодоровна 6 деца                                         | 1 ноември 1894   | 1 ноември 1894 Ливадия, Крим                     |
|         | Николай II (Николай II)                                | 18 май 1868 Царское Село, Санкт Петербург       | 1 ноември 1894   | Син на Александър и Мария Фьодоровна женен веднъж: Александрина Фьодоровна 5 деца                                        | 15 март 1917     | 17 юли 1918 Екатеринбург, РСФСР                  |